# Ossès
Ossès település Franciaországban, Pyrénées-Atlantiques megyében. Lakosainak száma 876 fő (2022. január 1.). Ossès Ascarat, Bidarray, Irissarry, Ispoure, Jaxu, Macaye, Saint-Martin-d’Arrossa, Hélette és Mendionde községekkel határos.

## Népesség
A település népességének változása:
| Lakosok száma | 895  | 860  | 868  | 835  | 826  | 816  | 837  | 857  | 876  |
|               | 2013 | 2015 | 2016 | 2017 | 2018 | 2019 | 2020 | 2021 | 2022 |